# Martin B-10
Martin B-10 – pierwszy w całości metalowy jednopłat bombowy przyjęty do operacyjnego użytkowania przez Korpus Powietrzny Armii Stanów Zjednoczonych w 1934 r. Był to również pierwszy masowo produkowany bombowiec którego osiągi przewyższały możliwości współczesnych mu samolotów myśliwskich. Znany również pod eksportowym oznaczeniem Martin Model 139.
B-10 służył również jako baza zabudowy do modeli B-12, B-13, B-14, A-15 oraz O-45.

## Rozwój

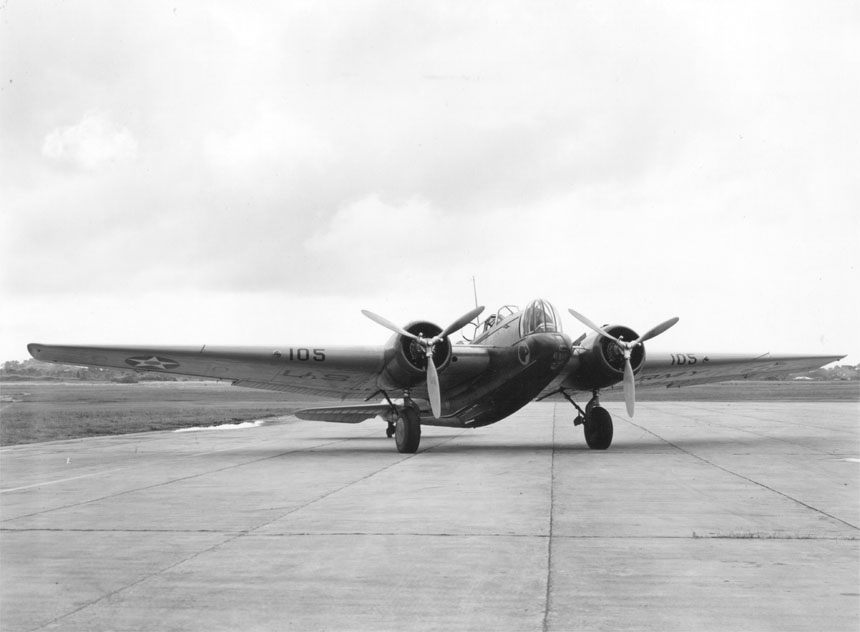
Martin B-10B

B-10 stanowił wielki krok ewolucyjny lotnictwa bombowego z powodu wprowadzenia dużej liczby innowacyjnych rozwiązań, takich jak zamknięty kokpit, obracające się wieżyczki z uzbrojeniem, wewnętrzne drzwi bombowe, pełne osłony silnika gwiazdowego, które następnie stały się standardem na dziesięciolecia.
W 1932 r. Martin otrzymało nagrodę Collier Trophy za najwybitniejsze osiągnięcie w dziedzinie rozwoju aeronautyki za projekt B-10.
B-10 rozpoczął karierę jako Martin model 123, prywatne przedsięwzięcie firmy Glenn L. Martin Company z Baltimore. B-10 miał czteroosobową załogę; dwóch pilotów, oraz dwóch strzelców, jednego w nosie maszyny a drugiego w tylnej części kadłuba. Jak w przypadku poprzednich bombowców, przedziały załogowe były otwarte, ale miał również pewne innowacje konstrukcyjne. Do tych zaliczały się szeroki kadłub dla przedziału bombowego oraz chowane do kadłuba podwozie.
Pierwszy Model 123 został oblatany 16 lutego 1932, a następnie został przekazany armii amerykańskiej celem testowania w dniu 20 marca z oznaczeniem XB-907. Po przeprowadzeniu testów, został zwrócony zakładom Martin celem przebudowy i adaptacji pod nową desygnacją XB-10.
XB-10 dostarczony do następnych testów posiadał poważne różnice w stosunku do oryginalnej konstrukcji, Model 123 posiadał osłony silnika typu NACA, XB-10 posiadał pełne osłony silnika celem zmniejszenia oporu aerodynamicznego, miał również zamontowane inne silniki, Wright R-1820-19 o mocy 503kW, jego rozpiętość skrzydeł została zwiększona o 2,4 m, zamkniętą przednią wieżyczkę strzelecką. Kiedy doszło do następnych testów w 1932 r. osiągnął on zawrotną na tamte czasy prędkość 317 km/h na wysokości 1832 metrów (6000 stóp).
Po sukcesie modelu XB-10, przeprowadzono następne zmiany wliczając redukcję załogi do 3 osób, dodano pełną zabudowę osłon dla całej załogi oraz mocniejszy silnik o mocy 503 kW. Pierwsze zamówienie z dnia 17 stycznia 1933, opiewało na 48 maszyn. Pierwsze 14, pod nazwą YB-10 samolotów zostało dostarczone do bazy lotnictwa na lotnisku Wright w Ohio, w listopadzie 1933. Model produkcyjny YB-10 nie różnił się znacząco od prototypów.

## Użycie operacyjne

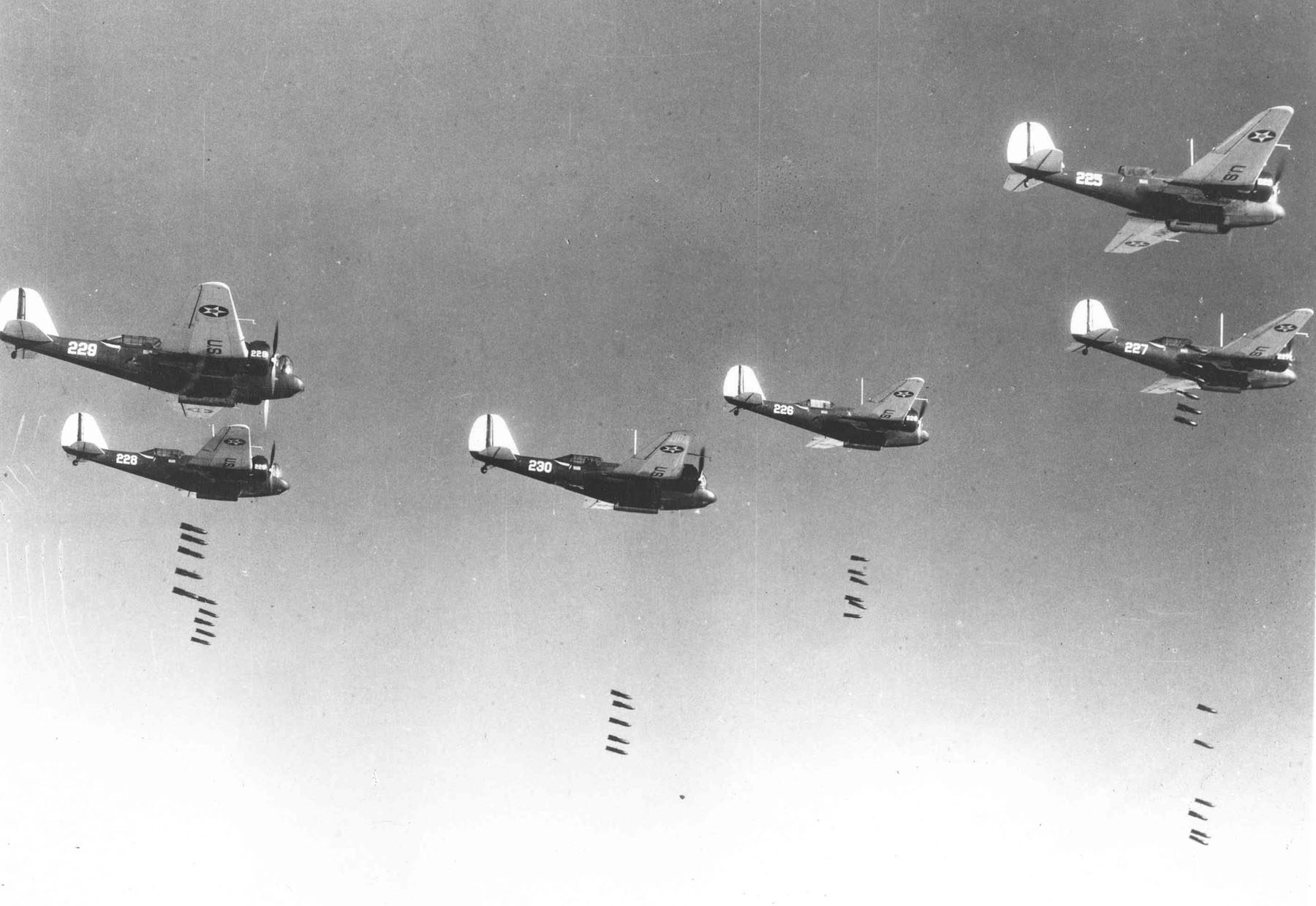
Martin B-10B podczas ćwiczeń

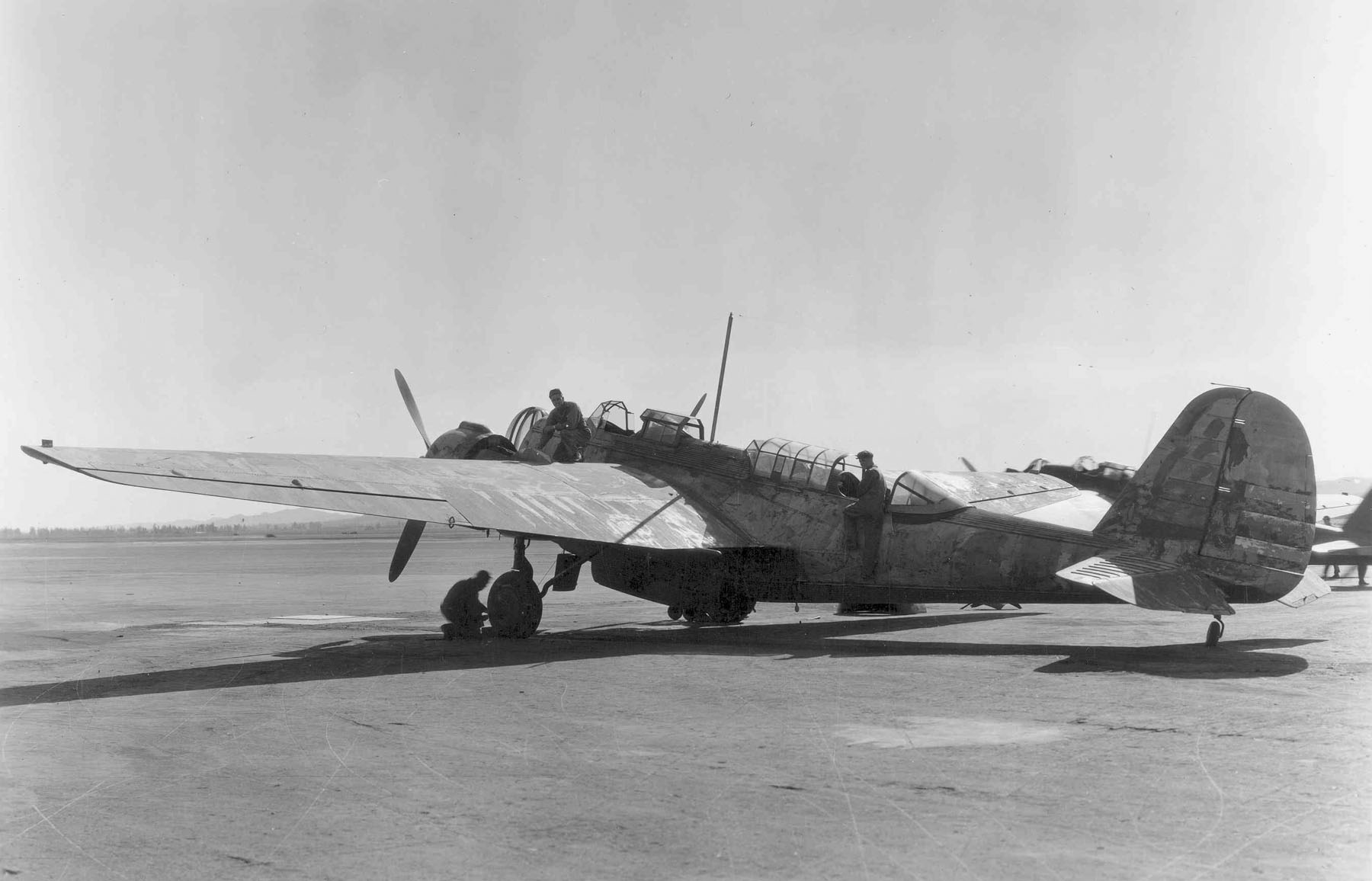
Martin B-12 na lotnisku March, Kalifornia, 19 listopada 1935

W 1935 roku armia amerykańska zamówiła dodatkowe 103 maszyny pod nazwą B-10B, posiadały one tylko małe zmiany w stosunku do YB-10. Dostawy rozpoczęły się w lipcu 1935 r. B-10B służyły w 2 grupie bombowej na lotnisku Langley w stanie Wirginia; 9 grupie bombowej na lotnisku w stanie Nowy Jork; 6 mieszanej grupie operacyjnej w Panamie oraz 4 grupie operacyjnej na Filipinach.
W odróżnieniu od  pierwotnej roli - bombowca - zmodyfikowane YB-10 oraz B-12A skierowano do służyły jako wodnosamoloty skierowane do ochrony wybrzeża.
Do celów eksportowych samolot uzyskał oznaczenie jako Martin Model 139, a wraz z wysokimi osiągami, Martin miał prawo spodziewać się dużej ilości zamówień. Po zaspokojeniu potrzeb armii amerykańskiej w 1936 r. Martin uzyskał licencję na eksport, a następnie rozpoczął dostarczanie maszyn do różnych sił powietrznych świata. 6 maszyn zostało sprzedanych do Syjamu w kwietniu 1937 r., a we wrześniu tego samego roku 20 modeli 139W trafiło do Turcji.

## Znaczenie
W chwili powstania B-10B był tak zaawansowanym samolotem, że generał Henry H. Arnold nazwał go cudem techniki lotniczej. Był 1,5 raza szybszy od współczesnych mu dwupłatowych bombowców oraz szybszy od ówczesnych samolotów myśliwskich. Był tak technicznie zaawansowany, że wszystkie poprzednie modele samolotów stały się automatycznie przestarzałe. Niemniej jednak szybki rozwój bombowców w latach 30., doprowadził do tego że zarówno Douglas B-18 Bolo, jak i Boeing B-17 Flying Fortress przekroczyły jego osiągi przed rozpoczęciem II wojny światowej. Użyte bojowo B-10B w trakcie kampanii chińskiej i walkach o Indie Wschodnie zostały szybko zniszczone w starciu z Mitsubishi A6M.

## Warianty

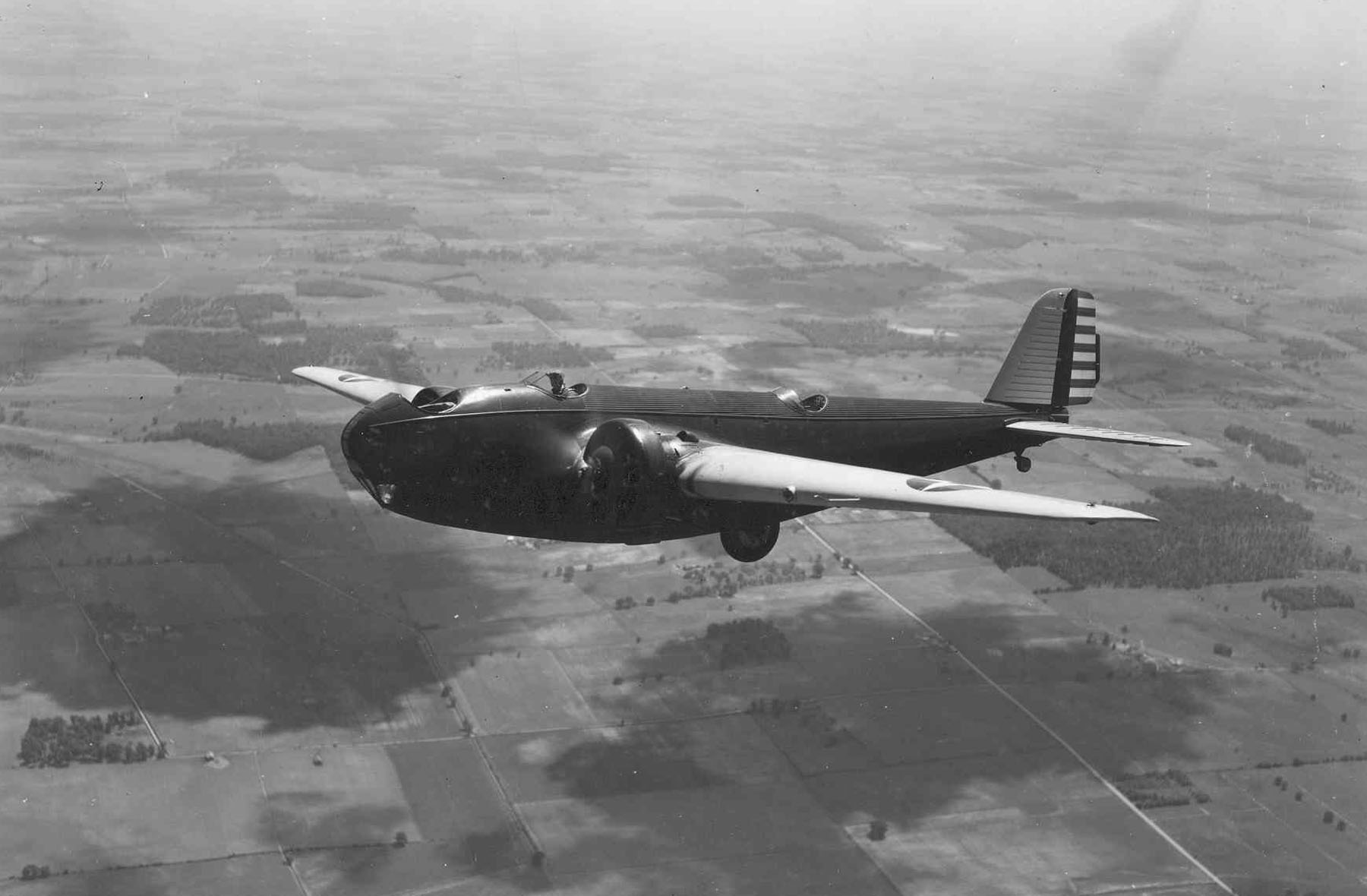
Martin XB-907

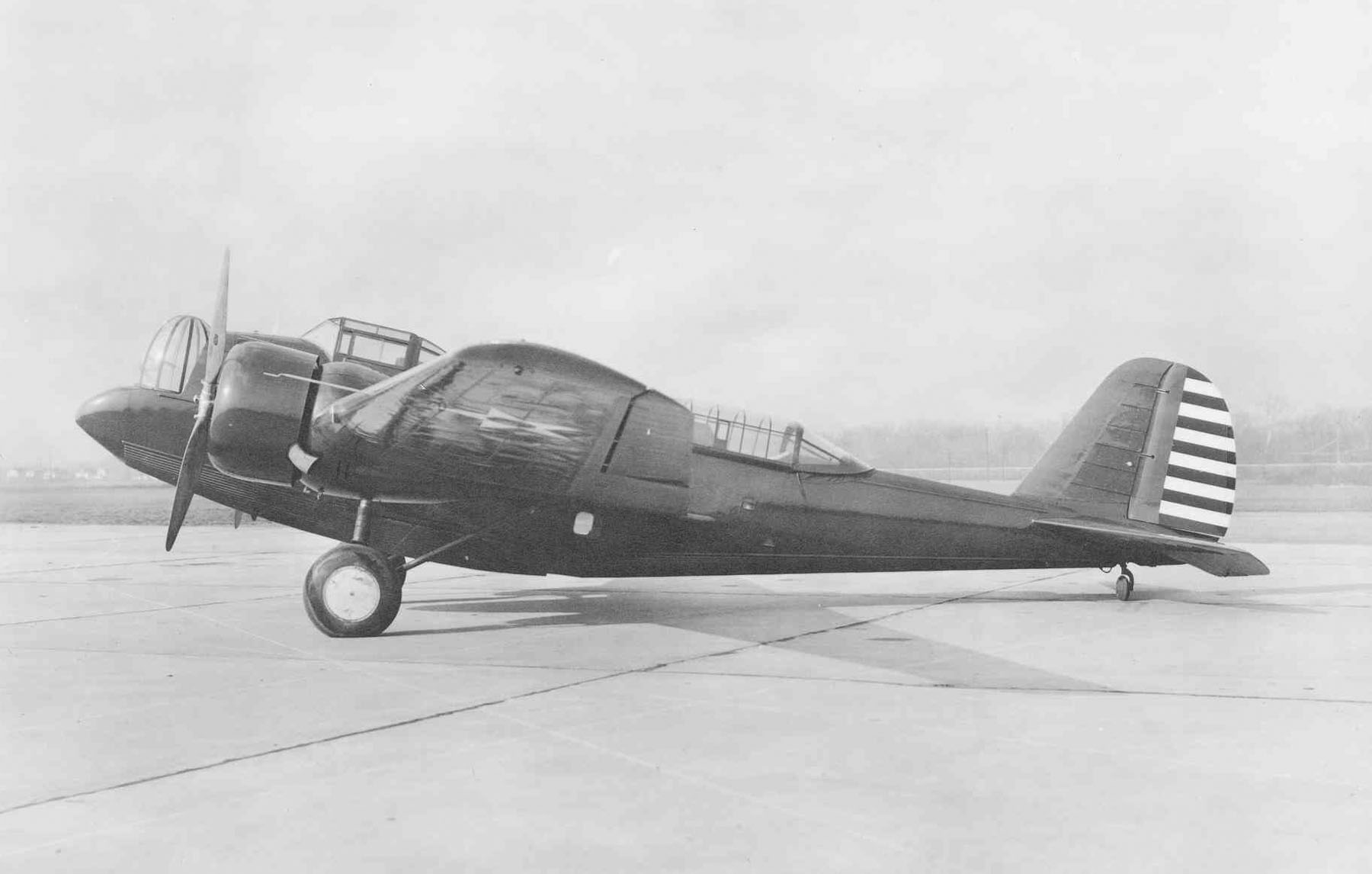
Martin YB-10

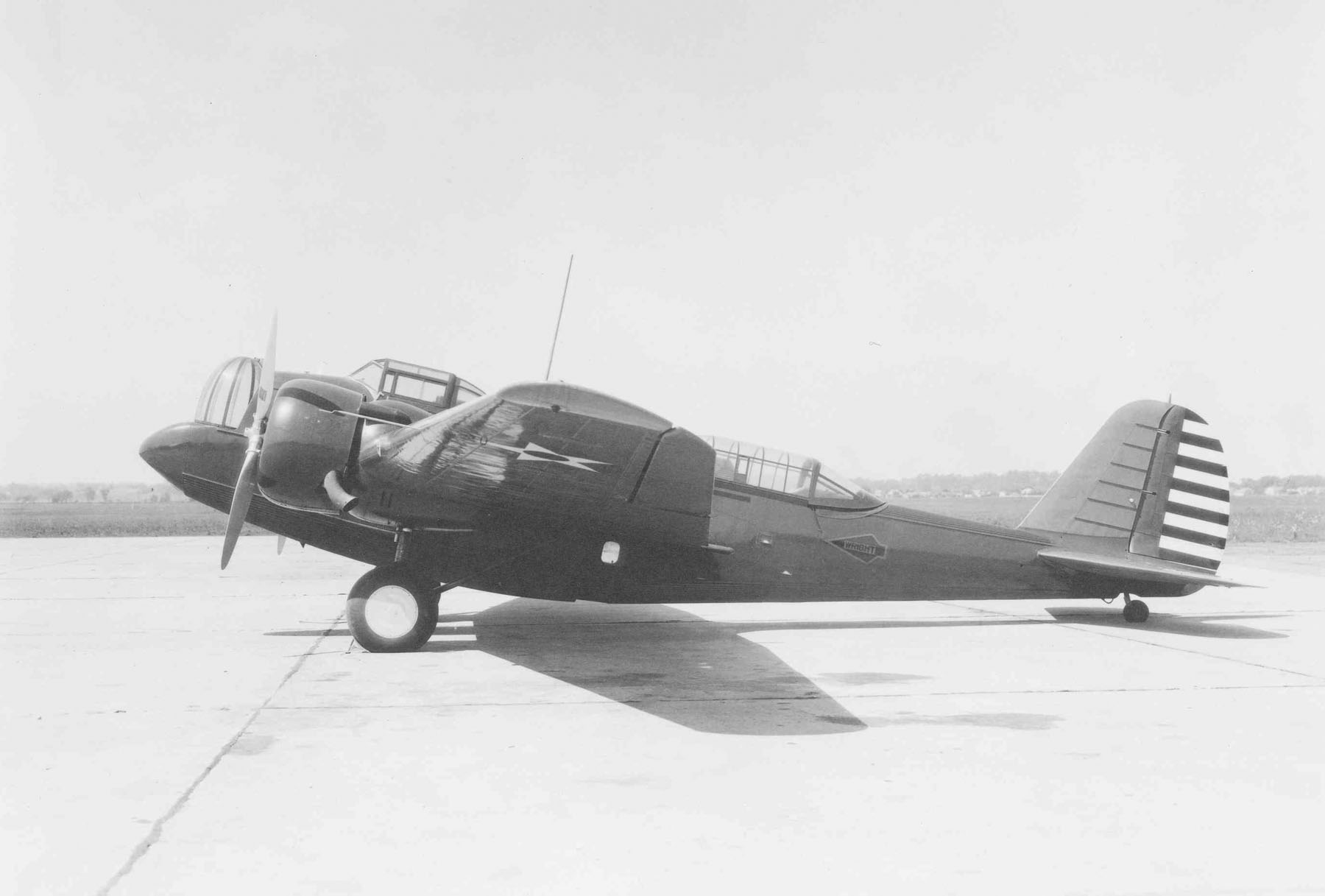
Martin B-12

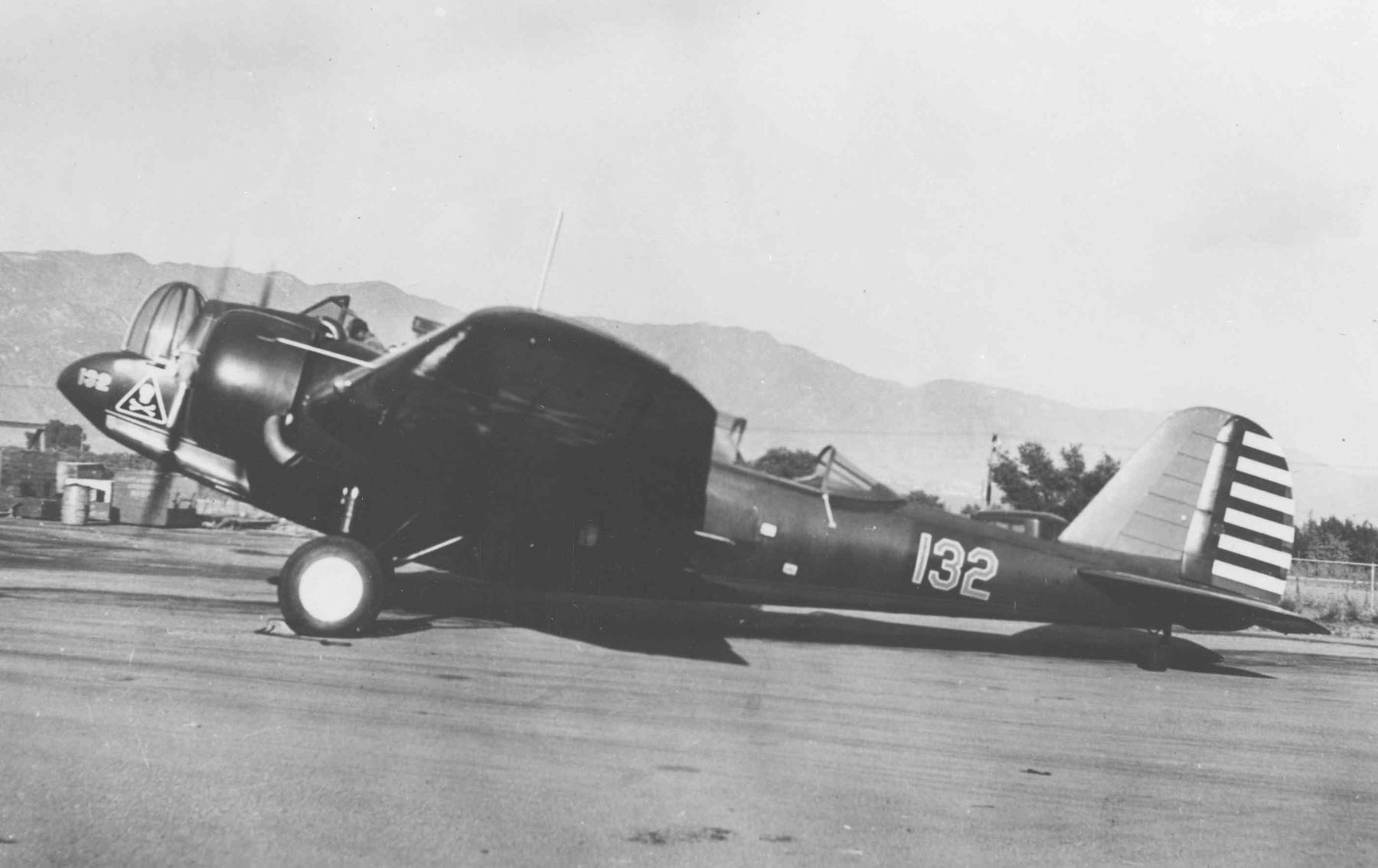
Martin B-12A

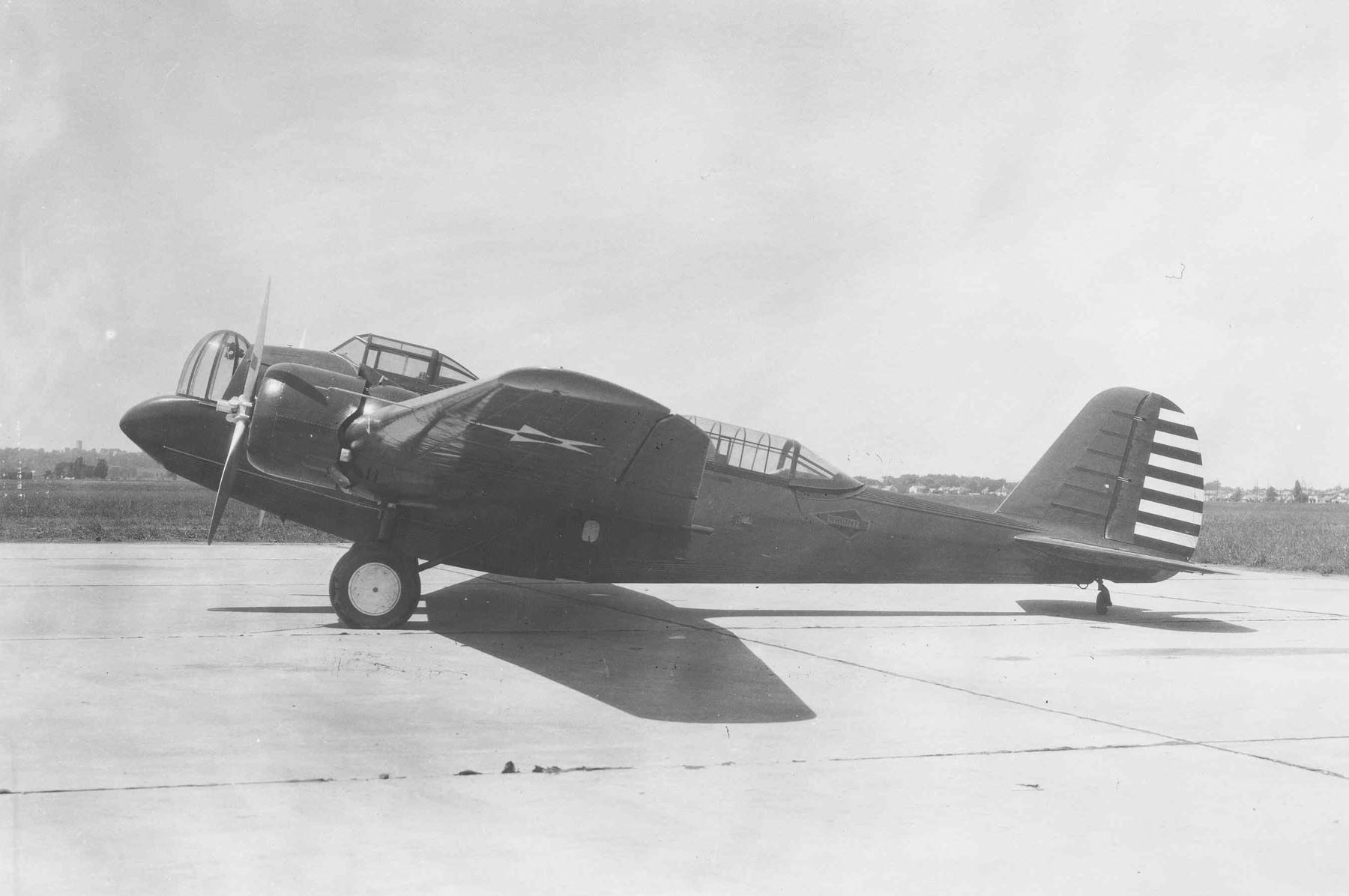
Martin XB-14

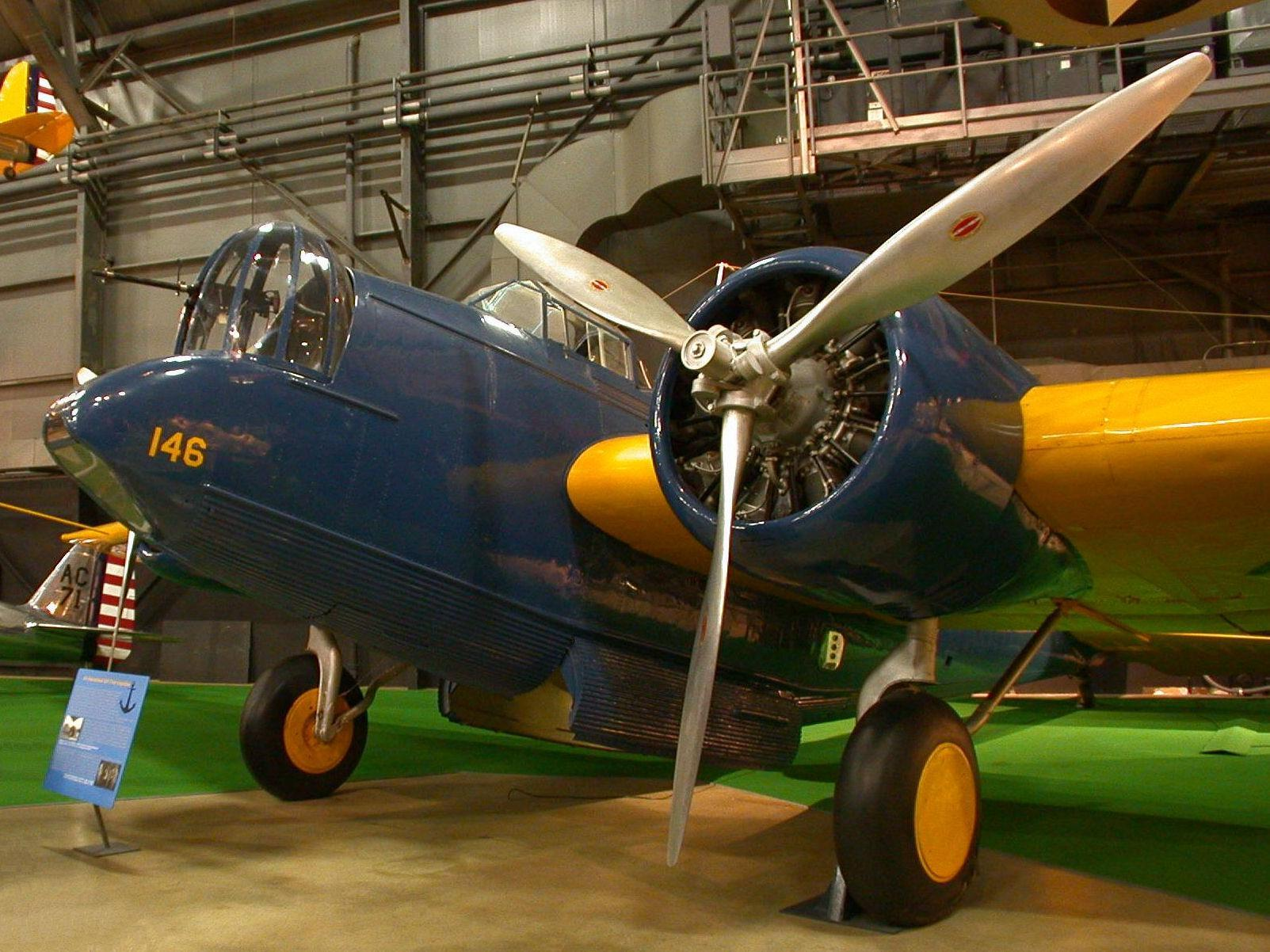
B-10 na wystawie Muzeum amerykańskich Sił Powietrznych

Martin Model 123
Pierwszy prototyp.
XB-907
Oznaczenie Armii Amerykańskiej prototypu testowego.
XB-907A
Zmodyfikowany prototyp używany podczas testów akceptacyjnych.
XB-10
Oznaczenie modelu w chwili zakupu przez Armię Amerykańską.
YB-10
Model 139, produkcyjna wersja XB-10 wraz z załogą zredukowaną do 3 osób, pełnymi osłonami załogi i lepszymi silnikami -zbudowano 14 sztuk.
B-10
Dwie dodatkowe maszyny zakupiono w 1936 r.
RB-10MA
Jedna maszyny należąca do NEIAF Model 139WH-3A przejęty w lipcu 1942 i przeprowadzony z Australii do Stanów Zjednoczonych.
YB-10A
Ten model różnił się jedynie zastosowanym silnikiem, Wright R-1820-31 turbosprężoną jednostką gwiazdową.
B-10B
Główna wersja produkcyjna z dwoma 578 kW silnikami R-1820-33, zbudowano 103 sztuki.
B-10M
Maszyny zmienione na holowniki celów powietrznych.
YB-12
model z silnikami zmienionymi na Pratt & Whitney R-1690-11 o mocy 578 kW. Zbudowano 7 sztuk.
B-12A
Wersja produkcyjna z zastępczymi zbiornikami o pojemności 1,381 litrów, dającymi zasięg 1,995 kilometrów.
YB-13
Model ze zmienionymi silnikami na 522 kW Pratt & Whitney R-1860-17; 10 zamówionych, ale żaden nie powstał, gdyż zamówienie zostało anulowane.
XB-14
Ostatnia sztuka z 48 zamówionych XB-10, z silnikami zmienionymi na Pratt & Whitney YR-1830-9.
A-15
Proponowany wariant samolotu szturmowego z silnikami R-1820-25 o mocy 559 kW, żaden nie powstał, gdyż zamówienie zostało złożone na A-14.
YO-45
Jeden YB-10 tymczasowo używany jako szybki samolot obserwacyjny.
Martin Model 139
Wersja eksportowa B-10, 6 sprzedanych do Syjamu.
Model 139WA
Demonstrator sprzedany do Argentyny.
Model 139WAA
Wersja eksportowa na potrzeby Lotnictwa Armii Argentyny, zbudowano 26.
Model 139WAN
Wersja eksportowa dla floty argentyńskiej, zbudowano 12.
Model 139WC
Wersja eksportowa dla Chin, zbudowano 6 maszyn.
Model 139WH
Wersja eksportowa sprzedana do Holandii, seria H1 -13 sztuk, H2 -26 sztuk, H3 -39 sztuk, ten model wykorzystywał silniki R-1820-G102 (671 kW). 139W-3A (nazywany również Model 166A), posiadał drobne modyfikacje wyposażenia, zbudowano 39. Łącznie zbudowano 116 maszyn.
Model 139WS
Demonstrator zbudowany dla Związku Radzieckiego.
Model 139WSM
Wersja eksportowa dla Syjamu, zbudowano 6 sztuk.
Model 139WSP
Proponowana wersja licencyjna dla hiszpańskiej firmy CASA, kontrakt zablokowany przez Departament Stanu USA.
Model 139WT
Wersja eksportowa dla Turcji, zbudowano 20 maszyn.